# Elezioni politiche in Italia del 1996 per collegio (Senato della Repubblica)
Le elezioni politiche in Italia del 1996 nei collegi uninominali del Senato della Repubblica hanno visto i seguenti risultati.

## Piemonte
| Collegio         | Candidati                           | Candidati                                 | Candidati                       | Candidati                  | Candidati                          | Candidati                     | Candidati                    | Candidati                    | Candidati |
| Collegio         | L'Ulivo                             | Polo per le Libertà                       | Lega Nord                       | Partito Socialista         | Alleanza Pensionati Europei        | Verdi Verdi                   | Piemonte Nazione d'Europa    | Mani Pulite                  |           |
| ---------------- | ----------------------------------- | ----------------------------------------- | ------------------------------- | -------------------------- | ---------------------------------- | ----------------------------- | ---------------------------- | ---------------------------- | --------- |
| Torino 1         | Franco Debenedetti (44,8)           | Jas Gawronski* (38,3)                     | Pietro Molino (10,5)            | Anton Mario Semolini (0,6) | Enrico Cremon (1,9)                | Gianpietro Lupi (2,3)         | Antonio Ricco (0,7)          | Anacleta Salvetti Lupi (0,8) |           |
| Torino 2         | Rocco Larizza (49,2)                | Giuseppe Guazzotti (31,4)                 | Franco Francone (11,0)          | Umberto Pirelli (1,2)      | Tommaso Scardicchio (3,2)          | Marcello Nerattini (3,1)      | Marilena Patrucco (0,9)      |                              |           |
| Torino 3         | Edo Ronchi (45,4)                   | Maria Grazia Siliquini* (37,2)            | Ernesto Graglia (10,6)          | Michele Orlandella (0,6)   | Ugo Valgiusti (2,1)                | Gian Luigi Marianini (2,6)    | Pierino Bertone (0,6)        | Francesco Gariglio (0,9)     |           |
| Torino 4         | Gian Giacomo Migone (47,6)          | Lorenzo Piccioni (33,8)                   | Mario Marcellino (11,5)         | Italo Trebbi (0,6)         | Liliana Cavallo (2,7)              | Emma Balzaretti (3,2)         | Franco Noccetti (0,6)        |                              |           |
| Ivrea            | Livio Besso Cordero (38,3)          | Furio Gubetti (29,6)                      | Pierangelo Martucci (22,8)      | Michelina D'Amico (0,7)    | Biagino Viotti (1,9)               | William Nuzzo (1,7)           | Bruno Matteja (4,2)          | Carlo Porrati (0,8)          |           |
| Rivoli           | Luciano Manzi (Progressisti) (37,9) | Ludovico Boetti Villanis Audifredi (33,1) | Armando Martin (14,8)           | Gian Paolo Aceto (1,9)     | Giovanni Scialò (3,7)              | Benito Curto (5,7)            | Sergio Giuffrida (1,1)       | Michele Petrucciano (1,8)    |           |
| Settimo Torinese | Giancarlo Tapparo (43,7)            | Vittorio Mathieu (33,2)                   | Alessandro Borio (15,9)         | Luciano Stagnari (0,7)     | Franca Di Donato (2,3)             | Oronzo Visconti (2,3)         | Costantino Loro D'Iaco (0,7) | Ugo Repetto (1,1)            |           |
| Moncalieri       | Alberto Monticone (42,1)            | Giovanna Briccarello (33,2)               | Piero Pezzi (16,3)              | Nicola Emma (1,6)          | Vittorio Gallea (2,1)              | Ettore Della Savina (2,6)     | Roberto Marchisio (0,8)      | Pasquale Vellucci (1,2)      |           |
| Pinerolo         | Elvio Fassone (39,9)                | Claudio Bonansea (32,2)                   | Ettore Micol (21,6)             | Domenico Barale (0,6)      | Maria Aime (1,9)                   | Immacolata Zaffino (1,8)      | Michele Di Tonno (1,0)       | Francesco Barbagallo (0,8)   |           |
| Verbania         | Pier Luigi Bidinost (33,4)          | Luigi Manfredi (36,0)                     | Marco Preioni* (24,1)           | Dario Ferrari (1,0)        | Gabriele Garzoli (1,8)             | Maria Cunegonda Zaffino (1,6) | Claudia Callerio (0,5)       | Giancarlo Bertolini (1,5)    |           |
| Novara           | Sergio Vedovato* (37,2)             | Giuseppe Vegas (38,2)                     | Luciano Angelo Bistaffa (17,1)  | Gian Marco Rossi (0,9)     | Ornella Ferrero (2,2)              | Isidoro Zaffino (2,1)         | Alfiero Tonetti (0,5)        | Renato Marangon (1,7)        |           |
| Biella           | Antonio Sandri (33,7)               | Nicolò Sella di Monteluce (35,8)          | Claudio Regis (24,0)            | Roberto Follis (0,6)       | Ezio Cipriani (2,1)                | Benito Zaffino (1,8)          | Roberto Rossi (1,1)          | Giuseppa Zaffino (1,0)       |           |
| Vercelli         | Gianfranco Astori (36,8)            | Ombretta Fumagalli Carulli (38,5)         | Paolo Soban (17,6)              | Sergio Brizio (0,9)        | Maria Antonietta Guglielmone (2,6) | Giuliana Zaffino (1,9)        | Carlo Giovine (0,7)          | Nicola Zaffino (1,1)         |           |
| Alessandria      | Enrico Morando (43,1)               | Eugenio Filograna* (34,6)                 | Giovanni Battista Poggio (16,8) | Michele Formichella (0,8)  | Quintilio Benvenuto (1,7)          | Amelia Franco (1,6)           | Giuseppe Monta (0,5)         | Paolo Silvano (0,9)          |           |
| Asti             | Giovanni Saracco (36,7)             | Lorenzo Giribone (33,7)                   | Massimo Scaglione (22,7)        |                            | Giuseppe Reggio (2,7)              | Vincenzo Sammartino (1,9)     | Angelo Benotto (1,3)         | Paolo De Martino (0,9)       |           |
| Cuneo            | Lido Riba (31,9)                    | Edgardo Sogno (27,7)                      | Guido Brignone (33,5)           | Aldo Scotta (1,0)          | Maria Grazia Cesano (2,2)          | Maria Angiola Roveda (1,7)    | Antonio Bodrero (1,3)        | Elvira Papaleo (0,7)         |           |
| Alba             | Cesare Sartori (29,1)               | Tomaso Zanoletti (34,7)                   | Luciano Lorenzi* (31,0)         | Salvatore Giordano (0,4)   | Dante Cordero (2,1)                | Adriano Moretti (1,7)         | Roberto Tealdo (0,9)         |                              |           |

## Lombardia
| Milano 1                    | Giorgio Bianchini Scudellari (35,2)        | Carlo Scognamiglio Pasini (47,9) | Luigi Rossi (10,9)                    | Stefano Carluccio (0,5)      | Tomaso Staiti di Cuddia delle Chiuse (1,5) | Sergio Stanzani Ghedini (2,9)    | Dino Protasoni (0,6)       | Gisberto Perissinotto (0,5)          |
| Milano 2                    | Vera Squarcialupi* (36,1)                  | Saverio Vertone (46,4)           | Gianmaria Galimberti (11,5)           | Aldo Follador (0,6)          | Errante Pozzoli (1,5)                      | Alessandro Litta Modignani (2,8) | Luciano Conconi (0,6)      | Teresa Mascaretti (0,5)              |
| Milano 3                    | Felice Carlo Besostri* (35,4)              | Riccardo De Corato (46,5)        | Paolo Arpesani (11,7)                 | Rinaldo Scaioli (0,6)        | Antonio Di Sopra (1,4)                     | Paolo Vigevano (3,2)             | Patrizia Milesi (0,8)      | Pasquale Perrotta (0,5)              |
| Milano 4                    | Antonio Duva* (38,6)                       | Roberto Lasagna (41,5)           | Marisa Bedoni (13,1)                  | Ruggiero Destefano (0,7)     | Gabriella Fortuna (1,6)                    | Franca Angiolillo (2,6)          | Franca Pedroni (0,9)       | Piercarlo Borgogelli Ottaviani (0,8) |
| Milano 5                    | Leopoldo Elia (43,6)                       |                                  | Maurilio Frigerio (16,4)              | Raffaella Longo (1,4)        | Adino Fasolin (5,8)                        | Lorenzo Strik Lievers (23,1)     | Giorgio Garzoli (2,0)      | Nicola Flocco (7,7)                  |
| Milano - Sesto San Giovanni | Antonio Pizzinato (42,7)                   | Sergio Travaglia* (38,1)         | Celestino Pedrazzini (12,9)           | Vito Gasparetto (0,7)        | Sergio Gozzoli (1,7)                       | Miriam Cazzavillan (2,3)         | Maria Rosa Macchi (0,8)    | Mario Russo (0,7)                    |
| Lodi                        | Gianni Piatti (39,7)                       | Michele Bucci* (34,8)            | Giuseppe Finaguerra De Sanctis (17,7) | Bruno Pasquinelli (0,8)      | Ugo Griffini (1,5)                         | Livio Bossi (2,7)                | Marco Ingrassia (1,8)      | Giulio Lacrima (0,9)                 |
| Rozzano                     | Carlo Smuraglia (40,8)                     | Antonino Caruso* (40,1)          | Gian Luigi Lombardi Cerri (12,7)      | Osvaldo Umbrello (0,8)       | Mariateresa Scesa Baldi (1,5)              | Giorgio Inzani (2,5)             | Ivana Pappagallo (0,8)     | Cosimo Stefanizzi (0,9)              |
| Abbiategrasso               | Francesco Bonetti (33,9)                   | Franco Servello (34,4)           | Gian Mario Gadda (25,5)               | Giuseppe Casamento (0,9)     | Giorgio Cenciarelli (1,1)                  | Dalila Politi (2,0)              | Raffaele Carbotta (1,4)    | Antonio Paone (0,8)                  |
| Rho                         | Fiorello Cortiana (36,5)                   | Francesco Tofoni (33,9)          | Gianluigi Carnovali (23,6)            | Enzo Collio (0,8)            | Renato Galiverti (1,3)                     | Maurizio Gennaro (1,9)           | Elda Pappagallo (1,1)      | Bruno Mascheroni (0,8)               |
| Bollate                     | Ornella Piloni (38,1)                      | Pasquale Balzano Prota (34,0)    | Erminio Busnelli (21,5)               | Giovanni Autorino (0,7)      | Franco Gnocchi (1,3)                       | Gaetana De Marco (2,0)           | Giovanni Paglia (1,3)      | Giovanni Bucci (1,1)                 |
| Cinisello Balsamo           | Patrizia Toia (43,8)                       | Enrico Rizzi* (35,0)             | Guido Tronconi (15,2)                 | Orazio Elia (0,7)            | Giuseppe Taticchi (1,3)                    | Roberto Miglio (2,2)             | Maria Luisa Lezziero (1,1) | Luciano Manerba (0,7)                |
| Seregno                     | Maria Vittoria Pulcini (29,8)              | Ettore Rotelli (36,3)            | Cesarino Monti (27,6)                 | Giancarlo Varisco (0,7)      | Lorenzo Camellini (1,2)                    | Giovanni Parolini (1,9)          | Luigia Mainini (1,6)       | Ezio Colleoni (0,9)                  |
| Monza                       | Anna Maria Bernasconi* (37,0)              | Alfredo Mantica (38,1)           | Emilio Merlo (19,3)                   | Carlo Brambilla (0,6)        | Luigi Borgonovo (1,3)                      | Lidia Baiocchi (2,1)             | Maria Piloni (1,0)         | Anna D'Ambrosio (0,6)                |
| Melzo                       | Loris Giuseppe Maconi (41,5)               | Marcello Staglieno (33,4)        | Severino Motta (19,4)                 | Luigi Ripamonti (0,7)        | Maurizio Gargallo (1,1)                    | Tullio Lauro (1,8)               | Bruno Maurili (1,4)        | Francesco Schillaci (0,7)            |
| Cologno Monzese             | Natale Ripamonti (40,1)                    | Enrico Pianetta* (39,0)          | Corinto Marchini (13,8)               | Francesco Giallombardo (1,6) | Romano Passera (1,5)                       | Ilaria Occhini (2,3)             | Antonino Barcellona (0,9)  | Giuseppina Giannuzzi (0,8)           |
| Varese                      | Marco Astuti (29,9)                        | Piero Pellicini (33,1)           | Giuseppe Leoni (29,7)                 | Renato Pescatore (0,7)       | Angelo Milanesi (1,7)                      | Luciano Cavagnaro (1,8)          | Angela Bossi (2,2)         | Francesco Toregrossa (0,8)           |
| Gallarate                   | Giovanni Martinoli (29,9)                  | Gianluigi Margutti (29,2)        | Luigi Peruzzotti (34,6)               | Franco Casella (0,8)         | Vincenzo Biotti (1,4)                      | Aldo Aiello (1,4)                | Pierangelo Brivio (1,9)    | Antonio Giacomin (0,8)               |
| Busto Arsizio               | Maurizio Maggioni (29,2)                   | Antonio Tomassini (32,8)         | Francesco Speroni* (32,0)             | Valter Longhin (0,7)         | Gaetano Picciotto (1,2)                    | Roberto Consti (1,7)             | Giuseppe Formenti (1,7)    | Rosito Mainini (0,8)                 |
| Como                        | Gianfranco Peruzzo (29,2)                  | Gianfranco Miglio (35,2)         | Gabriele Ostinelli (27,2)             | Alfio Balsamo (0,8)          | Vittorio Boleso (1,8)                      | Carlo Fraticelli (2,2)           | Giulio Bonfadini (2,5)     | Franco Gerardini (1,0)               |
| Cantù                       | Giovanni Pontiggia (29,5)                  | Giuseppe Manfredi (31,3)         | Elia Manara (32,3)                    | Pier Vittorio Scorti (0,7)   | Giampiero Castelli (1,2)                   | Claudio Malfatto (1,5)           | Niccolò Macconi (2,6)      | Mario Camillo (0,7)                  |
| Brescia                     | Alessandro Pardini (38,9)                  | Riccardo Conti (30,6)            | Gianfranco Giudici (24,6)             | William Todeschi (0,5)       | Adriano Bosio (1,3)                        | Angelo Lo Bartolo (1,8)          | Vincenzo Rizzo (1,6)       | Alessandro Manzoni (0,6)             |
| Lumezzane                   | Aldo Gregorelli (30,9)                     | Luigi Becchetti (25,4)           | Francesco Tabladini (37,6)            | Fabrizio Piacentini (0,5)    | Giuseppe Codenotti (0,8)                   | Livio Frediani (0,9)             | Paolo Pedersoli (3,3)      | Alessandro Belli (0,7)               |
| Desenzano del Garda         | Giovanni Bruni (33,1)                      | Italo Formentini (28,4)          | Massimo Wilde* (31,0)                 | Giancarlo Albieri (0,6)      | Gianluigi Pezzali (1,4)                    | Andras Bereny (1,4)              | Silvio Moretti (3,3)       | Pierluigi Cordini (0,8)              |
| Chiari                      | Bruno Mazzotti (32,3)                      | Giovanni Gei (27,8)              | Francesco Tirelli (32,9)              | Pasquale Gusmini (0,5)       | Roberto Bolognesi (1,0)                    | Carlo Finazzi (1,3)              | Silvana Danesi (3,2)       | Giuliano Beccalossi (1,0)            |
| Suzzara                     | Piergiorgio Bergonzi (Progressisti) (34,2) | Franco Marenghi (30,5)           | Italico Maffini (24,7)                | Giacinto Marchese (2,4)      | Romana Avoni (1,9)                         | Secondo Maffini (1,8)            | Giorgio Steccanella (2,5)  | Gabriella Viola (2,0)                |
| Mantova                     | Roberto Borroni (43,9)                     | Romano Freddi (28,3)             | Adriano Cattaneo (20,2)               | Carlo Comini (1,6)           | Antonio Caramaschi (1,8)                   | Roberto Tonelli (1,8)            | Giancarla Piergrossi (1,6) | Pietro Caputo (0,8)                  |
| Cremona                     | Angelo Rescaglio (38,7)                    | Giacomo Galli (31,9)             | Bruno Bruttomesso (21,8)              | Francesco Ravizza (1,1)      | Lamberto Cosimi (1,3)                      | Mario Verardi (2,1)              | Severino Alberti (2,3)     | Michele Lonigro (0,8)                |
| Pavia                       | Tullio Montagna (37,0)                     | Giampiero Beccaria (34,6)        | Livio Verderio (19,2)                 | Renato Garibaldi (2,8)       | Maurilio Mariani (1,5)                     | Giuseppe Caruso (2,5)            | Marco Bersotti (1,6)       | Antonio Gala (0,8)                   |
| Vigevano                    | Carlo Broli (34,6)                         | Domenico Contestabile (37,8)     | Giovanni Desigis (19,3)               | Giuseppe Tacchino (1,1)      | Giuseppe Fassardi (2,2)                    | Francesco Benzi (2,6)            | Natalia Gattei (1,5)       | Giovanni Falco (1,0)                 |
| Bergamo                     | Giancarlo Zilio (32,6)                     | Livio Caputo (29,1)              | Sergio Rossi* (32,0)                  | Italo Ongaro (0,6)           | Riccardo Lamura (1,4)                      | Phyllis Dyason (1,6)             | Giancarlo Rovetta (2,1)    | Adriano Poli (0,7)                   |
| Albino                      | Giuseppe Giupponi (26,3)                   | Giuseppe Bettera (22,3)          | Vito Gnutti (44,8)                    | Claudio Maffi (0,5)          | Riccardo Micalef (0,7)                     | Claudio Pietro Bonomi (1,0)      | Elidio De Paoli (3,8)      | Gabriella Maietti (0,6)              |
| Treviglio                   | Luciano Gelpi (29,5)                       | Mario Signorelli (27,7)          | Massimo Dolazza (35,4)                | Natale Molinari (0,9)        | Tiziano Brunasso (1,0)                     | Maurizio Gubinelli (1,4)         | Giovanni Riva (3,2)        | Luigi Licini (0,8)                   |
| Sondrio                     | Renato Pedrini (27,0)                      | Maurizio Gallo (28,5)            | Fiorello Provera (36,8)               | Rodolfo Spada (0,7)          | Antonio Guastoni (1,2)                     | Alfredo Mazzoni (1,6)            | Eva Rossi De Paoli (3,5)   | Mirella Mazzoleni (0,6)              |
| Lecco                       | Vittorio Addis (32,9)                      | Pietro Fiocchi (27,1)            | Roberto Castelli (33,3)               | Giovanni Panzeri (0,7)       | Giovanni Rossi (1,1)                       | Olivia Ratti (1,5)               | Claudio Conter (2,6)       | Maria Rosa Capelli (0,7)             |

## Trentino-Alto Adige
| Collegio          | Candidati                   | Candidati                 | Candidati                | Candidati                               | Candidati                | Candidati                         | Candidati |
| Collegio          | L'Ulivo                     | Polo per le Libertà       | Lega Nord                | L'Abete - Südtiroler Volkspartei - PATT | Union für Südtirol       | Partito della Legge Naturale      |           |
| ----------------- | --------------------------- | ------------------------- | ------------------------ | --------------------------------------- | ------------------------ | --------------------------------- | --------- |
| Bolzano           | Pinuccia Di Cesaro (26,9)   | Adriana Pasquali (35,2)   | Guido Casanova (4,8)     | Karl Ferrari (25,9)                     | Johann Stieler (5,6)     | Agnes Christanell (1,6)           |           |
| Merano            | Romano Cavini (8,7)         | Luigi Montali (11,2)      | Roberto Giordani (2,0)   | Armin Pinggera (66,5)                   | Alfons Benedikter (10,5) | Elfriede Hofer Cristofolini (1,1) |           |
| Bressanone        | Georg Vonmetz Schiano (6,5) | Mario Bruccoleri (7,2)    | Gianmario Ajello (2,4)   | Helga Thaler Ausserhofer (76,2)         | Wilhelm Mairl (6,8)      | Markus Dietl (0,8)                |           |
| Trento            | Alberto Robol (41,3)        | Ivo Tarolli* (29,0)       | Giuseppe Filippin (16,8) | Piergiorgio De Unterrichter (12,0)      |                          | Ior Guglielmi (0,9)               |           |
| Rovereto          | Tarcisio Andreolli (41,4)   | Gianfranco Spisani (27,8) | Bruno Marzari (18,8)     | Giuseppe Chiocchietti (11,0)            |                          | Beniamino Leso (1,1)              |           |
| Pergine Valsugana | Paolo Bridi (28,5)          | Renzo Gubert (29,3)       | Erminio Boso (22,5)      | Tarcisio Grandi (18,4)                  |                          | Tullia Conci (1,3)                |           |

## Veneto
| Venezia - Spinea            | Giorgio Sarto (44,9)          | Giuseppe Pilo di Capaci (32,7)      | Ranieri Da Mosto (17,7)    | Renata Segato (1,7)      | Eliseo Zecchin (1,7)           | Carlo Siciliano (1,3)           |                                               |
| Venezia - San Donà di Piave | Mario Rigo (38,5)             | Albertina Basteri (32,2)            | Giovanni Fabris (23,5)     | Aurelio D'Alessio (1,6)  | Roberto De Nardi (2,8)         | Francesco Zennaro (1,4)         |                                               |
| Chioggia                    | Bruno Cazzaro (40,5)          | Sale Boscolo (30,4)                 | Franco Fante (23,5)        | Iglis Furlan (1,5)       | Renzo Dal Bosco (2,4)          | Dino Betetto (1,7)              |                                               |
| Treviso                     | Bianca Maria Fiorillo* (33,0) | Antonio Cossu (28,1)                | Michele Amorena (34,3)     | Sergio Marchiorato (1,2) | Luigino Chemello (2,2)         | Piero Rocchini (1,2)            |                                               |
| Vittorio Veneto             | Mario Botteon (26,1)          | Glauco Moroncelli (22,6)            | Antonio Serena (46,5)      | Piergiorgio Medana (0,8) | Paolo Callegari (2,9)          | Luigi Callegari (1,0)           |                                               |
| Conegliano                  | Vendemiano Sartor (28,0)      | Riccardo Szumski (27,3)             | Walter Bianco (39,6)       | Carlo Menon (1,1)        | Giuseppe Romanin (3,0)         | Giuseppe Marin (1,0)            |                                               |
| Belluno                     | Angelo Tanzarella (27,5)      | Sergio De Cian (25,7)               | Donato Manfroi (39,7)      | Dino Meneghin (1,3)      | Aldo Lanfranconi (3,2)         | Dino Marcon (0,8)               | Ugo Illing (Regione Dolomitica Europea) (2,1) |
| Rovigo                      | Mario Crescenzio (43,4)       | Dino De Anna* (34,9)                | Vanni Tonizzo (15,5)       | Vincenzo Salvatore (2,1) | Carlo Tognolo (1,9)            | Roberto Berveglieri (2,2)       |                                               |
| Padova - Selvazzano Dentro  | Paolo Giaretta (40,4)         | Marco Toniolli* (35,2)              | Mariella Mazzetto (19,7)   | Simone Angrisani (1,6)   | Giovanni Bigotto (1,9)         | Lido Sabaini (1,1)              |                                               |
| Cittadella                  | Stelio De Carolis* (30,2)     | Elisabetta Alberti Casellati (31,2) | Luciano Gasperini (34,0)   | Giovanni Gardellin (1,0) | Umberto Doppio (2,7)           | Giorgio Pagan Zecchin (1,0)     |                                               |
| Abano Terme                 | Tino Bedin (36,8)             | Giovanni Zaccagna (31,1)            | Renzo Peruzzi (26,4)       | Antonio Palma (1,7)      | Lucrezia Randazzo Longhi (2,7) | Antonio Miotto (1,2)            |                                               |
| Vicenza                     | Francesco Bortolotto (32,0)   | Carlo Pelanda (31,2)                | Enrico Jacchia* (30,6)     | Alessandro Santini (1,3) | Enzo Trentin (3,4)             | Giancarlo Trevisan (1,4)        |                                               |
| Bassano del Grappa          | Giancarlo Bortoli (28,7)      | Luigi Agnolin (26,1)                | Luciano Lago (40,4)        | Giovanni Farina (0,8)    | Gian Pietro Piotto (2,9)       | Filippo Statile (0,9)           |                                               |
| Schio                       | Oliviero Oboe (28,4)          | Francesco Casa (23,7)               | Giuseppe Ceccato (43,2)    | Domenico Rigoni (0,8)    | Giulio Pizzati (3,2)           | Michelangelo Visonà (0,8)       |                                               |
| San Bonifacio               | Enzo Erminero (28,5)          | Alfredo Meocci (30,9)               | Renzo Antolini (34,5)      | Michele Bedeschi (1,6)   | Oliviero Fiorini (3,0)         | Flavio Carcereri De Prati (1,5) |                                               |
| Verona                      | Luigi Viviani (36,8)          | Giuseppe Maggiore* (36,0)           | Roberto Gianfreda (21,7)   | Luigi Bellazzi (2,0)     | Romano Bertozzo (2,0)          | Gian Benito Castagna (1,4)      |                                               |
| Villafranca di Verona       | Ferdinando Sortino (29,4)     | Paolo Danieli (34,4)                | Massimo Brugnettini (29,8) | Loris Gobbetti (1,8)     | Fernando Quirinali (3,0)       | Enrico Ortombina (1,7)          |                                               |

## Friuli-Venezia Giulia
| Trieste   | Fulvio Camerini* (40,1) | Giulio Camber (49,8)     | Manlio Giona (8,5)       | Giampaolo Stimamiglio (Nord Libero-Autonomia) (1,6) |
| Gorizia   | Diodato Bratina (44,0)  | Ettore Romoli (36,0)     | Milan Koglot (20,0)      |                                                     |
| Udine     | Fausto Minisini (35,3)  | Giovanni Collino (39,2)  | Giorgio Galluzzo (25,5)  |                                                     |
| Codroipo  | Diego Carpenedo (32,4)  | Sisto Iob (33,3)         | Francesco Moro (34,3)    |                                                     |
| Pordenone | Luciano Del Frè (32,8)  | Luciano Callegaro (33,8) | Roberto Visentin* (33,4) |                                                     |

## Liguria
| Sanremo              | Giovanni Barbagallo (35,0)           | Giorgio Bornacin (45,5)  | Roberto Avogadro* (16,4) | Andrea Guglieri (Alpi Azzurre) (3,1) |
| Savona               | Giovanni Russo (50,7)                | Sergio Cappelli (36,2)   | Davide Maranzano (13,1)  |                                      |
| Genova - Campomorone | Carlo Rognoni (63,9)                 | Milena Pizzolo (26,5)    | Fabio Costa (9,6)        |                                      |
| Genova - Bargagli    | Aurelio Crippa (Progressisti) (49,2) | Giulio Terracini* (38,3) | Andrea Corrado (12,5)    |                                      |
| Genova - Chiavari    | Maria Grazia Daniele Galdi* (41,9)   | Luigi Grillo (45,7)      | Filippo Capozio (12,3)   |                                      |
| La Spezia            | Giovanni Lorenzo Forcieri (56,9)     | Aldo De Luca (35,4)      | Francesco Sivori (7,6)   |                                      |

## Emilia-Romagna
| Forlì                         | Libero Gualtieri (62,5)                | Vittorio Ciabattoni (30,0)        | Guglielmo Zauli (5,2)     | Massimo Dolcini (2,3)       |
| Cesena                        | Massimo Bonavita (61,2)                | Giovanni Fontana Elliott (31,6)   | Luciano Maroni (5,3)      | Enos Sozzi (1,9)            |
| Ravenna                       | Pierpaolo Casadei Monti (62,4)         | Antonio De Martini (30,3)         | Sergio Bottoni (4,8)      | Paolo Randi (2,4)           |
| Ferrara                       | Silvia Barbieri (55,5)                 | Gian Guido Folloni* (34,8)        | Giovanni Cavicchi (6,8)   | Mario Zamorani (2,9)        |
| Imola                         | Daria Bonfietti (63,0)                 | Mauro Poli (30,3)                 | Luciano Andreon (4,8)     | Folco Galeati (1,9)         |
| Bologna Centro                | Giancarlo Pasquini (58,9)              | Furio Bosello* (34,7)             | Alessandro Martelli (4,0) | Luigi Contini (2,4)         |
| Bologna - Casalecchio di Reno | Claudio Petruccioli (63,8)             | Gianarturo Leoni (29,4)           | Alfonso Monfardini (4,9)  | Mirella Lombardi (1,9)      |
| San Giovanni in Persiceto     | Fausto Cò (Progressisti) (57,6)        | Fausto Frontini (31,2)            | Enrico Barbieri (8,9)     | Luciana Roma (2,2)          |
| Modena                        | Luciano Guerzoni (63,9)                | Nadia Fava (27,5)                 | Franco Biscotto (6,7)     | Maria Laura Cattinari (1,9) |
| Sassuolo                      | Renato Albertini (Progressisti) (51,4) | Augusto Cortelloni* (33,4)        | Gian Piero Ferrara (12,6) | Silvano Ristori (2,6)       |
| Reggio Emilia                 | Fausto Giovannelli (66,2)              | Carmelo Cataliotti (24,4)         | Farouk Ramadan (7,6)      | Stella Borghi (1,8)         |
| Fidenza                       | Fausto Vigevani (59,6)                 | Leopoldo Barbieri Monodori (26,7) | Giorgio Cavitelli (12,1)  | Raffaello Beati (1,6)       |
| Parma                         | Michele De Luca (51,6)                 | Paola Martinelli (31,9)           | Enzo Cugini (14,6)        | Attimo Azzoni (1,9)         |
| Piacenza                      | Andrea Papini (41,6)                   | Giampaolo Bettamio* (37,4)        | Adriano Colla* (18,5)     | Luciano Cantarini (2,6)     |
| Rimini                        | Sergio Gambini (55,5)                  | Giuseppe Basini* (36,1)           | Eugenio Giulianelli (5,8) | Giovanni Zavatta (2,5)      |

## Toscana
| Firenze Nord        | Vittorio Cecchi Gori (57,7)            | Niccolò Pontello (33,0)    | Paolo Balestri (1,8)              | Valerio Giannellini (2,4)   | Giangualberto Pepi (2,1)   | Ulderigo Innocenti (1,0) | Alessandro Mazzerelli (0,9)       | Gianni Di Giovanni (1,1)    |
| Firenze - Scandicci | Graziano Cioni (63,7)                  | Massimo Ersoch (28,6)      | Gabriella Mannelli (1,8)          | Roberto Rogai (1,5)         | Franco Placidi (1,5)       | Laura Sturlese (1,1)     | Anna Guiducci Fortini (1,0)       | Franco Provenzani (0,8)     |
| Sesto Fiorentino    | Pino Arlacchi (66,5)                   | Pietro Cappugi (26,5)      | Luigi Olmi (2,0)                  | Maria Pia Giovannozzi (1,3) | Alessandro Mengoni (1,7)   | Luigi Morelli (1,2)      | Franco Fedi (0,8)                 |                             |
| Empoli              | Stefano Boco (67,6)                    | Vieri Boncinelli (25,7)    | Giovanna Sartini (1,9)            | Gianluca Pancani (1,1)      | Graziano Carboncini (1,2)  | Stefano Ulivieri (1,1)   | Maurizio Billi (0,6)              | Lucia Brotini (0,8)         |
| Prato               | Anna Maria Bucciarelli (57,1)          | Roberto Ulivi (33,7)       | Gianfranco Torri (2,8)            | Laura Lanzini (1,6)         | Mario Sichi (1,8)          | Luigi Giorgini (0,9)     | Vanna Fedi Bartalesi (0,8)        | Carlo Cipriani (1,2)        |
| Pistoia             | Stefano Passigli (53,8)                | Francesco Bosi* (35,7)     | Vezio Gai (3,1)                   | Alessandro Ulivi (1,8)      | Paolo Bonacchi (2,1)       | Giuliano Livi (1,2)      | Modiano Zucconi (0,9)             | Concezio Di Censo (1,4)     |
| Arezzo              | Monica Bettoni Brandani (56,8)         | Italo Marri* (34,2)        | Pier Luigi Gallini (1,9)          | Francesco Scatragli (1,6)   | Luciano Zippi (2,2)        | Luigino Sarti (1,7)      | Mario Miluzzi (0,7)               | Paolo Palmucci (0,8)        |
| Carrara             | Fausto Marchetti (Progressisti) (43,6) | Massimo Baldini* (39,3)    | Achille Capulzini Cremonini (5,2) | Carlo Del Nero (2,1)        | Nicola Silvestri (3,0)     | Marco Bardini (3,2)      | Luciano Ciomei (1,3)              | Franca Moriconi (2,3)       |
| Lucca               | Patrizio Petrucci (47,3)               | Marcello Pera* (41,6)      | Giovanni Prando (3,7)             | Vittorio Baccelli (1,8)     | Frediano Bacci (2,2)       | Maria Paola Pagni (0,8)  | Dante Bartolini (0,9)             | Augusto Barsotti (1,7)      |
| Pisa                | Umberto Carpi (58,8)                   | Francesco Capecchi (32,1)  | Angelo Becciu (2,0)               | Giorgio Moggi (1,6)         | Gian Luigi Benvenuti (2,5) | Mauro Niccolai (1,2)     | Maria Rosa Rossi Mazzerelli (0,6) | Giuseppina Domina (1,3)     |
| Pontedera           | Salvatore Senese (65,7)                | Federico Podestà (26,2)    | Roberto Sala (2,0)                | Stefano Sani (1,1)          | Loreno Silvestri (1,6)     | Pietro Sollazzi (1,7)    | Rossana Scala Billi (0,7)         | Romolo Cavallini (0,9)      |
| Siena               | Franco Bassanini (63,4)                | Giovanni Gianneschi (29,5) | Francesco Marin (1,3)             | Massimo Moretti (1,2)       | Stelvio Dal Piaz (1,8)     | Francesco Maggi (1,4)    | Florio Salusti (0,6)              | Romano Cionini Visani (0,7) |
| Livorno             | Ersilia Salvato (Progressisti) (57,8)  | Luigi Belli (31,1)         | Andrea Orlandini (2,0)            | Marcello Orlandi (1,8)      | Giancarlo Chetoni (1,8)    | Riccardo Luschi (2,5)    | Corrado Nocerino (1,2)            | Mario Tamassia (1,8)        |
| Grosseto            | Ottaviano Del Turco (51,8)             | Giuseppe Turini* (39,3)    | Sergio Tascini (1,3)              | Filippo De Martino (1,7)    | Senzio Citerni (2,1)       | Silvano Signori (2,2)    | Roberto Ghini (0,7)               | Mario Canneti (0,9)         |

## Umbria
| Perugia           | Leonardo Caponi (Progressisti) (50,5) | Franco Asciutti* (45,8)    | Giuseppe Dionigi (3,7)    |
| Orvieto           | Carlo Carpinelli (60,3)               | Arturo Zambrino (37,9)     | Michele Checconi (1,8)    |
| Città di Castello | Stefano Semenzato (59,5)              | Pietro Margiacchi (37,4)   | Fabio Cozzari (3,1)       |
| Foligno           | Pierluigi Castellani (56,1)           | Maurizio Ronconi* (41,9)   | Provino Salvaneschi (2,0) |
| Terni             | Guido De Guidi (58,3)                 | Antonella Baioletti (40,3) | Sandro Matocci (1,4)      |

## Marche
| Ascoli Piceno     | Giovanni Ferrante (49,9) | Francesca Scopelliti* (45,4) | Pasquale Piccioni (1,8)       | Dante Merlonghi (Per un Paese Normale) (2,9) |
| Civitanova Marche | Maurizio Pieroni (51,1)  | Luciano Magnalbò* (45,9)     | Vincenzo Tirabassi (3,0)      |                                              |
| Macerata          | Luigi Manconi (50,3)     | Carlo Ballesi (42,3)         | Lamberto Cicarilli (2,8)      | Mario Crucianelli (Destra di Popolo) (4,6)   |
| Ancona            | Guido Calvi (60,5)       | Giorgio Grati (36,9)         | Maria Rosaria Berzolari (2,6) |                                              |
| Fano              | Angelo Giorgianni (60,4) | Alfonso Pagnoni (36,4)       | Luigi Tozzi (3,1)             |                                              |
| Pesaro            | Palmiro Ucchielli (59,8) | Luigi Ragazzini (36,8)       | Lino Pandini (3,4)            |                                              |

## Lazio
| Roma Centro         | Tana De Zulueta* (46,7)           | Giulio Maceratini (46,7)     | Antonello Silvestroni (2,8)       | Angiolo Bandinelli (3,1)                 | Antonino Gasparo (0,7)              |                             |                                                                            |
| Roma Trieste        | Gerardo Agostini* (45,0)          | Domenico Fisichella (48,7)   | Romolo Sabatini Scalmati (2,6)    | Antonio Marzano (2,9)                    | Carlo Sacchi (0,5)                  | Camillo Marinelli (0,3)     |                                                                            |
| Roma Val Melaina    | Carla Mazzuca (47,8)              | Francesco D'Onofrio* (44,8)  | Nicola Cospito (3,6)              | Carla Rossi (2,9)                        | Carlo Vitellozzi (0,9)              |                             |                                                                            |
| Roma Collatino      | Cesare Salvi (53,0)               | Arturo Carpignoli (39,6)     | Carlo Morganti (3,6)              | Ignazio Marcozzi Rossi (2,5)             | Alessandro Danesi (0,8)             | Dante Palazzo (0,5)         |                                                                            |
| Roma Prenestino     | Antonello Falomi (52,8)           | Filippo De Jorio (38,9)      | Luciano Pesce (4,4)               | Gino Roghi (2,3)                         | Silvano Bartocci (1,1)              | Gaspare Russo (0,6)         |                                                                            |
| Roma Tuscolano      | Massimo Brutti (51,3)             | Ottavio Lavaggi (42,4)       | Italo Fiorillo (3,0)              | Giuseppe Marchetti (2,4)                 | Ferdinando Sculli (0,8)             |                             |                                                                            |
| Roma - Ciampino     | Franca D'Alessandro Prisco (47,8) | Cosimo Ventucci* (43,8)      | Sisto Pascucci (4,2)              | Laura Terni (2,5)                        | Luigi Mancini (1,6)                 |                             |                                                                            |
| Roma Ostiense       | Athos De Luca (49,5)              | Massimo Palombi (43,7)       | Sandro Pandolfi (3,1)             | Clotilde Buonassisi (2,5)                | Vincenzo Blandamura (0,7)           | Vittorio Avanti Fiori (0,4) |                                                                            |
| Roma - Fiumicino    | Vittorio Parola* (45,7)           | Lodovico Pace (46,0)         | Alberto Spera (4,0)               | Romano Scozzafava (2,9)                  | Romano Carosi (0,9)                 | Giovanni Sansonetti (0,5)   |                                                                            |
| Roma Gianicolense   | Carla Rocchi (51,9)               | Franco Righetti (41,2)       | Gennaro Gargiulo (3,1)            | Laura Arconti (2,7)                      | Virgilio Leggiero (0,7)             | Mario Sottofattori (0,4)    |                                                                            |
| Roma Primavalle     | Giorgio Mele (48,6)               | Luigi Ramponi (43,3)         | Mario Mattei (3,9)                | Giorgio Pagano (2,7)                     | Cataldo Marsico (0,8)               | Reginaldo Di Mario (0,7)    |                                                                            |
| Viterbo             | Antonio Capaldi (46,5)            | Michele Bonatesta* (45,0)    | Rosa Manfredi (4,8)               | Stefano Magini (2,3)                     | Luciano Neri (1,4)                  |                             |                                                                            |
| Civitavecchia       | Fabrizio Barbaranelli (44,0)      | Giuseppe Valentino (47,7)    | Ruggero Bianchi (4,3)             | Rocco Caprio (2,7)                       | Emilio Leoncini (1,3)               |                             |                                                                            |
| Rieti               | Gavino Angius (47,4)              | Arturo Diaconale (42,5)      | Osvaldo Sabetta (6,6)             | Mauro Zanella (2,1)                      | Sante Lodi (1,4)                    |                             |                                                                            |
| Guidonia Montecelio | Maria Antonietta Sartori (47,9)   | Pier Giorgio Gallotti (42,6) | Stefano Marcotulli (4,3)          | Amerigo Rutigliano (2,2)                 | Giovanni Battista Lombardozzi (3,0) |                             |                                                                            |
| Frosinone           | Lino Diana (46,7)                 | Romano Misserville* (45,0)   | Paolo Santoro (4,8)               | Maria Veronica Orofino (2,1)             | Armando Itri (1,4)                  |                             |                                                                            |
| Cassino             | Federico Rossi (44,2)             | Bruno Magliocchetti (44,8)   | Franco Villa (6,7)                | Fiorella Mancuso (2,1)                   | Gaetano Munno (2,2)                 |                             |                                                                            |
| Terracina           | Antonio Signore (35,6)            | Franco Fausti (54,2)         | Candido Tatarelli (5,8)           | Marina Mobilio (2,8)                     | Raffaele Romano (1,6)               |                             |                                                                            |
| Latina              | Amodio Di Marzo (39,7)            | Riccardo Pedrizzi (51,5)     | Gianfranco Baldi (4,9)            | Anna Sorcecchi (2,7)                     | Raffaele Brescia (1,2)              |                             |                                                                            |
| Velletri            | Carlo Flamment (44,0)             | Mario Palombo (47,0)         | Francesco Falabella Fontana (4,1) | Daniela Celestini Campanari Pagano (2,5) | Michele Serafini (2,3)              |                             |                                                                            |
| Marino              | Severino Lavagnini (45,7)         | Claudio Schwarzenberg (40,9) | Franco Pesce (4,1)                | Emanuela Bagnarelli (2,2)                | Angelo Miele (3,8)                  |                             | Francesco Scaramuzzi (Alternativa Democratica per i Castelli Romani) (3,3) |

## Abruzzo
| L'Aquila | Ferdinando Di Orio (47,1)                   | Doriano Di Benedetto* (46,5) | Domenico Casciere (6,4) |
| Teramo   | Angelo Ilario Orlando (Progressisti) (43,0) | Carla Castellani (48,8)      | Raffaele Longo (8,2)    |
| Pescara  | Bruno Viserta Costantini (48,0)             | Andrea Pastore* (46,9)       | Moniè Ferrara (5,1)     |
| Chieti   | Giovanni Polidoro (47,4)                    | Roberto De Camillis (45,8)   | Guido Mussolini (6,8)   |
| Lanciano | Angelo Staniscia (46,9)                     | Claudio Angelini (43,5)      | Tommaso Di Nardo (6,6)  |

## Molise
| Isernia    | Antonino Valletta (47,0) | Raffaele Mauro (42,3) | Mario Tronca (7,1)     | Alberto Addivinola (1,6) | Giacinto Ricella (2,0)    |
| Campobasso | Luigi Biscardi (52,8)    | Antonino Maj (36,9)   | Antonio Piciocco (5,4) | Corradino Basso (1,4)    | Giovanni Di Stefano (3,4) |

## Campania
| Napoli Centro            | Massimo Villone (46,7)                  | Francesco Pontone* (46,5)    | Angelo Manna (4,1)            | Freddy Scalfati (1,6)           | Domenico Passaro (1,1)      |                                           |
| Napoli Fuorigrotta       | Raffaele Bertoni (54,5)                 | Elio Bellecca (39,1)         | Mario Daniele (4,1)           | Nello D'Avino (1,3)             | Antonio Bennato (1,0)       |                                           |
| Napoli Arenella          | Maria Grazia Pagano (52,0)              | Michele Florino* (43,0)      | Giovanni Genduso (3,2)        | Francesca Frisano Pucci (1,1)   | Piero Guerra Narducci (0,8) |                                           |
| Napoli Ponticelli        | Luigi Marino (Progressisti) (44,7)      | Lino Iannuzzi (42,6)         | Vincenzo Marsilia (5,4)       | Vincenzo Branca (4,4)           | Giovanni Attanasio (2,9)    |                                           |
| Pozzuoli                 | Eugenio Mario Donise (46,8)             | Salvatore Lauro* (44,3)      | Vittorio Colavitto (3,9)      | Pasquale Mazzella (2,5)         | Giuseppe Laringe (2,4)      |                                           |
| Giugliano in Campania    | Giovanni Lubrano di Ricco (46,5)        | Vittorio Lemmo (41,7)        | Settimio Masella (4,3)        | Giuliano Palma (3,2)            | Vincenzo Lombardi (4,3)     |                                           |
| Casoria                  | Guido De Martino (50,3)                 | Alfonso Capone (41,3)        | Donato De Rosa (4,9)          | Michele Fasano (2,6)            | Diamante Pacelli (0,9)      |                                           |
| Pomigliano d'Arco        | Aniello Palumbo (54,3)                  | Francesco Tagliamonte (36,8) | Vito Nigro (5,0)              | Fortunato Brasiello (1,9)       | Giuseppe Ciccone (2,0)      |                                           |
| Nola                     | Aldo Masullo (42,5)                     | Pasquale Squitieri (40,2)    | Antonio Canistro (3,4)        | Annamaria Gargiulo (1,8)        | Carmine Mensorio (12,1)     |                                           |
| Torre del Greco          | Enrico Pelella (55,8)                   | Antonio Cantalamessa (36,2)  | Andrea Rotondi (4,5)          | Salvatore Sorpino (2,2)         | Adriana Sgambati (1,3)      |                                           |
| Castellammare di Stabia  | Mario D'Urso (48,3)                     | Tancredi Cimmino* (44,0)     | Francesco Montanino (4,2)     | Vittorio Silvestrini (1,5)      | Achille Palomba (1,9)       |                                           |
| Portici                  | Antonio Carcarino (Progressisti) (44,9) | Salvatore Marotta (39,0)     | Alfonso Di Sarno (7,1)        | Carmine Savastano (4,0)         | Achille De Simone (5,0)     |                                           |
| Caserta                  | Ferdinando Imposimato (41,2)            | Carmine De Santis (48,5)     | Gaetano Tabuso (4,6)          | Pasquale Ferrara (4,5)          | Maria Aliperti (1,1)        |                                           |
| Aversa                   | Lorenzo Diana (46,1)                    | Filippo Reccia* (45,7)       | Guido Dello Vicario (5,6)     | Giuseppe Iavazzo (1,8)          | Enrico Marotta (0,8)        |                                           |
| Santa Maria Capua Vetere | Salvatore De Rosa (41,4)                | Emiddio Novi (46,8)          | Alfonso Piccirillo (6,6)      | Annamaria Gelsomino Salvi (3,1) | Mario Tardugno (2,1)        |                                           |
| Benevento                | Antonio Conte* (44,8)                   | Davide Nava (47,1)           | Davide Scarinzi (5,4)         |                                 | Antonio Tardugno (2,7)      |                                           |
| Ariano Irpino            | Ortensio Zecchino (51,9)                | Luigi Franza (40,0)          | Francesco Mastroianni (4,1)   | Antonio Brescia (2,2)           | Giovanni Basile (1,8)       |                                           |
| Avellino                 | Nicola Mancino (54,4)                   | Massimo Preziosi (36,4)      | Aldo Tedeschi (4,3)           | Eduardo Iannone (3,8)           | Valeria Barracano (1,0)     |                                           |
| Agropoli                 | Pier Giovanni Crocco (40,7)             | Alessandro Meluzzi (46,7)    | Maria Carmela Iovinella (4,4) | Liliana Ferzola (6,1)           | Pasquale Valva (2,1)        |                                           |
| Battipaglia              | Giovanni Iuliano* (42,2)                | Roberto Napoli (43,3)        | Antonio Garofalo (6,8)        | Gennaro Rizzo (6,2)             | Giuseppe Scarpetta (1,6)    |                                           |
| Salerno                  | Michele Pinto* (43,5)                   | Vincenzo Demasi (49,3)       | Carlo Majetich (4,1)          | Domenico Galdi (2,2)            | Sabino Rinaldi (0,9)        |                                           |
| Nocera Inferiore         | Vieri Galli (38,4)                      | Carmine Cozzolino (40,7)     | Paolo Caruso (4,2)            | Francesco Laboccetta (2,4)      | Erasmo Franzese (0,9)       | Renato Giordano (Patto per l'Agro) (13,4) |

## Puglia
| Collegio            | Candidati                            | Candidati                       | Candidati                          | Candidati                            | Candidati                 | Candidati                    | Candidati                  | Candidati                | Candidati                       | Candidati |
| Collegio            | L'Ulivo                              | Polo per le Libertà             | Movimento Sociale Fiamma Tricolore | Lista Pannella-Sgarbi                | Lega d'Azione Meridionale | Gruppo Indipendente Libertà  | Ambientalisti              | Mani Pulite              | Rinnovamento                    |           |
| ------------------- | ------------------------------------ | ------------------------------- | ---------------------------------- | ------------------------------------ | ------------------------- | ---------------------------- | -------------------------- | ------------------------ | ------------------------------- | --------- |
| Bari Centro         | Rosaria Lopedote Gadaleta (38,7)     | Ettore Bucciero (46,6)          | Francesco Colonna (4,6)            | Mario Regina (2,7)                   | Pasquale Chyurlia (0,6)   | Michele Ladisa (1,9)         | Angelo Pugliese (2,8)      | Letterio Munafò (1,6)    | Carlo Asciuti (0,4)             |           |
| Bari - Bitonto      | Giovanni Di Cagno (41,8)             | Marida Dentamaro (45,4)         | Olindo Del Donno (4,4)             | Roberto D'Ovidio (2,1)               | Domenico Petronelli (1,2) | Giovanni Maurogiovanni (1,5) | Salvatore Santomauro (1,7) | Pasquale Bruzzese (1,6)  | Marcello Battista (0,4)         |           |
| Molfetta            | Giuseppe Ayala (45,7)                | Antonio Azzollini* (43,9)       | Carmine Adessi (4,0)               | Bice Colamartino De Benedittis (1,4) | Francesco Caldarulo (0,4) | Mario Castro (0,8)           | Giovanni Ventrella (3,6)   |                          |                                 |           |
| Andria              | Vito Malcangi (Progressisti) (28,8)  | Mario Greco (48,6)              | Rinaldo Consiglio (5,3)            | Michele De Toma (3,3)                | Giambattista Damato (1,1) | Nicola Bitetto (2,1)         | Marco Dell'Orco (2,5)      | Sabino Caporale (7,5)    | Nicoletta Melodia Dentice (1,0) |           |
| Altamura            | Ferdinando Pappalardo (49,5)         | Salvatore Mazzaracchio (39,4)   | Luigi Romanelli (4,0)              | Giuseppe Lapietra (1,9)              | Gianfranco Lorusso (0,6)  | Paolo Di Lauro (1,1)         | Vito Pazienza (2,2)        | Francesco Quaranta (1,2) |                                 |           |
| Monopoli            | Nicola Fusillo (45,7)                | Ernesto Maggi* (43,0)           | Lucio Martino (3,7)                | Andrea Gentile (2,1)                 | Natale Barbone (0,8)      | Vittorio Cannone (0,9)       | Pasquale Lamanna (1,7)     | Andrea Campanella (2,1)  |                                 |           |
| Lecce               | Giovanni Pellegrino* (46,9)          | Antonio Lisi (47,2)             | Giuseppe Marti (2,7)               | Vito Porcari (2,0)                   | Adriano Golino (0,5)      | Michele Celentano (0,7)      |                            |                          |                                 |           |
| Nardò               | Maria Rosaria Manieri (48,7)         | Vincenzo Manca* (44,4)          | Benito Mongiò (3,2)                | Tiziano Esposito (1,5)               | Leonardo Fistetto (0,6)   | Vito Abbrescia (0,8)         |                            |                          | Serafino Ciancio (0,8)          |           |
| Casarano            | Bruno Erroi* (45,6)                  | Rosario Giorgio Costa (46,4)    | Pietro Spedicati (2,9)             | Pantaleo Provenzano (2,0)            | Cosimo Caramia (0,4)      | Emanuele Quadrello (0,7)     |                            | Ennio Licci (2,0)        |                                 |           |
| Taranto             | Giovanni Battafarano (38,3)          | Pasquale Basile (27,8)          | Andrea Guida (2,3)                 | Joe Bonamassa (1,4)                  | Vito Rotolo (28,9)        | Gaetano Lorusso (0,5)        | Ciro Lo Basso (0,7)        |                          |                                 |           |
| Martina Franca      | Rocco Vito Loreto (45,8)             | Antonio Silvestri (39,5)        | Pietro Notaristefano (5,7)         |                                      | Luigi Dione (7,1)         | Maddalena Schingaro (1,2)    | Giuseppe Prenna (0,7)      |                          |                                 |           |
| Francavilla Fontana | Pietro Alò (Progressisti) (35,7)     | Euprepio Curto (50,3)           | Luigi Levati Linneo (4,4)          | Cosimo Mero (2,4)                    | Mario Zaccaria (2,8)      | Santa Cascone (1,7)          | Mario Devincentis (1,5)    |                          | Giambattista Pignatelli (1,3)   |           |
| Brindisi            | Vittorio Bruno (41,6)                | Giuseppe Specchia (47,2)        | Clemente Manco (5,6)               | Raffaele Niccoli (1,8)               | Giuseppe Montalto (1,2)   | Domenico D'Addiego (1,3)     | Vincenza Chirulli (1,3)    |                          |                                 |           |
| San Severo          | Angelo Dionisi (Progressisti) (38,0) | Vittorio Mundi (45,4)           | Nicola Sessa (8,1)                 | Lorenzo Ciliberti (2,9)              | Federico Dimaggio (1,1)   | Antonio Liberatore (2,3)     | Giovanni Saltarelli (2,2)  |                          |                                 |           |
| Manfredonia         | Francesco Carella (51,1)             | Mauro Sinigaglia (42,3)         | Osvaldo Montenegro (3,3)           | Bruno Di Corrado (0,5)               | Giuseppe Schingaro (1,0)  | Michele Faccilongo (0,7)     |                            |                          |                                 |           |
| Foggia              | Luigi Follieri* (45,1)               | Francesco Saverio Biasco (46,4) | Attilio Marseno (3,8)              | Francesco Ruggiero (2,1)             | Marcello Palminteri (0,6) | Pietro Fanfulla (0,9)        | Vittorio Menditto (1,1)    |                          |                                 |           |

## Basilicata
| Potenza  | Silvano Micele (52,6)    | Antonio Potenza (33,7)      | Vittorio Di Palma (4,8)       | Leonardo Nardella (3,3) | Domenico Battista (0,8)    | Giovanni De Blasiis (3,1) | Stefano Misuriello (1,8) |
| Melfi    | Vito Gruosso (51,6)      | Giuseppe Brienza* (39,9)    | Canio Di Stasi (3,9)          | Donato Vietri (1,7)     | Giuseppe Pignatelli (0,8)  | Filippo Lipari (0,9)      | Margherita Arena (1,3)   |
| Matera   | Adriano Ossicini (53,7)  | Corrado Danzi (39,1)        | Vito Viggiani (3,2)           |                         | Giovanni Limite (2,1)      | Carmela Labanca (0,5)     | Domenico Lence (1,5)     |
| Pisticci | Valerio Mignone (52,1)   | Antonino Monteleone* (39,5) | Bonaventura Postiglione (4,2) |                         | Cesare Colizzi (0,6)       | Berardino Alianelli (1,4) | Domenico Lorubbio (2,2)  |
| Lauria   | Romualdo Coviello (51,2) | Gerardo Brusco (37,0)       | Romeo Porfidio (3,9)          | Franca Sciaraffia (1,5) | Vincenza Di Pasquale (0,9) | Antonino Laveglia (3,9)   | Rosa Della Vigna (1,7)   |

## Calabria
| Castrovillari      | Antonella Bruno Ganeri* (45,4)          | Giuseppe Camo (45,8)         | Leonardo Grieco (6,1)  | Sergio Di Buono (2,7)   |                                            |
| Corigliano Calabro | Cesare Marini (52,2)                    | Nicola Barone (37,7)         | Alberto Tassone (5,6)  | Nino Amerise (4,5)      |                                            |
| Cosenza            | Massimo Veltri (49,5)                   | Franco Pietramala (40,0)     | Roberto Bernaudo (6,6) | Egidio Iorio (2,0)      | Roberto Marenda (Colpisci il Centro) (1,9) |
| Catanzaro          | Donato Veraldi (46,5)                   | Agazio Loiero* (44,7)        | Giuseppe Casale (6,3)  | Rocco Rosanò (2,5)      |                                            |
| Crotone            | Giuseppe Pugliese (Progressisti) (44,8) | Vincenzo Mungari (45,0)      | Antonio Foresta (6,4)  | Pasquale De Fazio (3,7) |                                            |
| Vibo Valentia      | Luigi Lombardi Satriani (49,0)          | Francesco Bevilacqua* (42,8) | Antonio Pisano (4,7)   | Giuseppe Pileggi (3,5)  |                                            |
| Palmi              | Santo Gioffrè (Progressisti) (35,4)     | Bruno Napoli (50,7)          | Alessio Calabrò (8,1)  | Ilario Ammendolia (5,7) |                                            |
| Reggio Calabria    | Eduardo Lamberti Castronuovo (43,9)     | Renato Meduri (50,2)         | Pietro Gatto (3,9)     | Pietro Marrapodi (2,0)  |                                            |

## Sicilia
| Marsala                   | Diego Maggio (37,1)         | Antonio D'Alì (51,4)              | Vincenzo Cellura (2,9)     | Giuseppe Arnone (2,2)      |                           | Serafino Frisco (3,4)       | Salvatore Bellafiore (3,0) |
| Mazara del Vallo          | Ludovico Corrao* (40,0)     | Baldassare Lauria (44,4)          | Ignazio Caldarella (3,3)   | Giuseppe Salvo (7,4)       | Giuseppe Ferrara (2,1)    | Giuseppe Sorrentino (2,0)   | Fedele Di Liberto (0,8)    |
| Palermo - Capaci          | Anna Maria Abramonte (36,5) | Enrico La Loggia (53,9)           | Achille Aronica (2,2)      | Antonino Misseri (3,8)     | Domenico Venturella (0,9) | Giuseppe Scianò (2,7)       |                            |
| Palermo Centro            | Giovanni Rosciglione (38,4) | Saverio Salvatore Porcari (47,6)  | Camillo Triolo (2,6)       | Turi Lombardo (8,2)        |                           | Francesco Strafalaci (3,2)  |                            |
| Palermo Sud               | Giovanni Russo Spena (47,2) |                                   | Giovanni D'Espinosa (10,6) | Pietro Milio* (29,0)       | Cesare Gulemi (1,6)       | Giuseppe Sorrentino (8,7)   | Domenico Barone (2,7)      |
| Gela                      | Antonio Montagnino (45,3)   | Alberto Alessi (33,8)             | Giuseppe Mirisola (3,7)    | Filippo Butera (13,1)      |                           | Carmelo Santagati (2,1)     | Giovanni Cembalo (2,0)     |
| Sciacca                   | Domenico Barrile (54,9)     |                                   | Giuseppe Avona (10,0)      | Angelo La Russa (26,4)     | Rocco Cacciabaudo (2,5)   | Salvatore D'Antoni (4,4)    | Giuseppe Lentini (1,7)     |
| Agrigento                 | Angelo Lauricella* (42,1)   | Melchiorre Cirami (43,9)          | Vincenzo Monaco (4,0)      | Paolo Cilona (4,9)         | Giuseppe Barbaccia (1,5)  | Calogero Lumia (2,7)        | Vincenzo Guardi (0,9)      |
| Bagheria                  | Aurelio Angelini (38,7)     | Antonio Battaglia (49,6)          | Salvatore Morana (3,7)     | Giorgio Calì (2,4)         | Ernesto Minneci (3,1)     | Rosita De Simone (2,5)      |                            |
| Monreale                  | Michele Figurelli* (39,3)   | Renato Schifani (49,2)            | Salvatore Maltese (5,0)    | Carlo Magno (2,4)          | Vincenzo Leone (1,8)      | Michele Lo Faso (2,2)       |                            |
| Messina                   | Giuseppe Molonia (32,7)     | Salvatore Crisafulli Ragno (58,3) | Antonino Ragusa (3,3)      | Giuseppe Di Vincenzo (2,9) | Antonio Coco (0,8)        | Pippo Luciano (2,1)         |                            |
| Barcellona Pozzo di Gotto | Antonino Pantano (38,3)     | Basilio Germanà (49,7)            | Francesco Bucalo (6,1)     | Stefano Salmeri (3,2)      | Angelo Ganazzoli (0,8)    | Gianni Strada (1,9)         |                            |
| Enna                      | Michele Lauria (43,4)       | Giuseppe Grippaldi (41,8)         | Benito Sarda (2,8)         | Santi Mirabella (2,3)      | Giuseppe Russo (4,6)      | Michele Crisafulli (5,1)    |                            |
| Acireale                  | Vincenzo Melia (32,9)       | Giuseppe Firrarello (50,1)        | Nando Gambino (6,6)        | Francesco Bonanno (4,6)    | Santo Vitale (2,8)        | Ida La Rosa (3,0)           |                            |
| Catania Centro            | Delfino Siracusano (32,7)   | Franco Zeffirelli (53,9)          | Rosario Maravigna (4,4)    | Giuseppe Lipera (5,3)      | Antonio Patti (0,6)       | Giuseppe Altamore (3,1)     |                            |
| Catania - Misterbianco    | Paolo Castorina (33,5)      | Vito Cusimano (57,9)              | Francesco Condorelli (5,1) |                            | Antonino Graziano (0,8)   | Antonio De Cristaforo (2,8) |                            |
| Paternò                   | Saro Pettinato (45,0)       | Vincenzo La Russa (42,3)          | Francesco Moncada (5,1)    | Salvatore Paternò (2,3)    | Salvatore Campagna (2,0)  | Erasmo Vecchio (3,2)        |                            |
| Ragusa                    | Concetto Scivoletto (47,7)  | Riccardo Minardo* (43,6)          | Carmelo Modica (3,7)       | Biagio Spadaro (2,4)       | Riccardo Saitta (0,8)     | Gaetano Alotto (1,8)        |                            |
| Avola                     | Mario Occhipinti (52,6)     |                                   | Luigi Caruso* (19,9)       | Alessandro Amato (20,6)    | Rosalia Di Lorenzo (2,2)  | Salvatore Costantino (4,8)  |                            |
| Siracusa                  | Giuseppe Lo Curzio* (38,8)  | Roberto Centaro (49,8)            | Antonio Cugno (4,7)        | Salvatore Ragaglia (2,3)   | Rosa Nuara (0,9)          | Salvatore Rovella (3,5)     |                            |

## Sardegna
| Cagliari | Emanuele Sanna (44,8)   | Valentino Martelli (51,5)    | Sergio Satta (3,7)           |
| Nuoro    | Gianni Nieddu (57,0)    | Francesco Capelli (36,1)     | Galeazzo Murru (6,9)         |
| Carbonia | Antonello Cabras (49,6) | Adolfo Manis* (45,7)         | Giovanni Meaggia (4,7)       |
| Sassari  | Franco Meloni (49,1)    | Gian Vittorio Campus* (45,5) | Gianpiero Zampa Marrus (5,5) |
| Olbia    | Nino Murineddu (50,9)   | Giuseppe Mulas* (43,6)       | Sebastiano Cumpostu (5,5)    |
| Oristano | Rossano Caddeo (50,8)   | Matteo Piredda (43,1)        | Marco Manca (6,1)            |

## Valle d'Aosta
| Aosta | Ambra Arangio (15,5) | Giorgio Bongiorno (22,1) | Giuseppe Henriet (9,7) | Pier Giuseppe Paoloni (8,5) | Guido Dondeynaz (44,2) |

## Elezioni Suppletive

### 27 ottobre 1996
| Ravenna | Aldo Preda (69,4) | Franca D'Amico (30,6) |

### 9 novembre 1997
| Sesto Fiorentino | Antonio Di Pietro (67,8) | Giuliano Ferrara (16,1) | Franco Checcacci (3,1) | Sandro Curzi (13,0) |

### 14 dicembre 1997
| Gorizia | Demetrio Volcic (65,9) | Dario Mulitsch (34,1) |

### 9 maggio 1999
| Treviso | Sergio Casotto (25,0) | Lucio Pasqualetto (27,7) | Piergiorgio Stiffoni (33,0) | Flavio Contin (8,6) | Pietro Dogà (Lega delle Regioni) (5,7) |

| Forlì | Andrea Manzella (62,9) | Rodolfo Ridolfi (31,0) | Mauro Monti (6,1) |

### 27 giugno 1999
| Lecce | Alberto Maritati (53,8) | Fabrizio Camilli (46,2) |

### 28 novembre 1999
| Pesaro | Giuseppe Mascioni (49,1) | Claudio Cicoli (36,6) | Maria Cristina Cecchini (14,3) |

Nota:# con il simbolo  *  s'indicano i senatori eletti mediante il sistema proporzionale.